# North and South (Milow)
North and south is het 5de album van de Belgische singer-songwriter Milow, dat op 1 april 2011 uitkwam.

## Tracklist
1. Son - 3:06
2. You and me (in my pocket) - 3:17
3. She might she might - 2:53
4. Little in the middle - 3:02
5. Building bridges - 3:05
6. Never gonna stop - 3:12
7. Rambo - 2:34
8. California rain - 3:32
9. Move to town - 3:27
10. The kingdom - 4:05
11. KGB - 4:30

## Hitnoteringen

### NederlandseAlbum Top 100
| Hitnotering: (Week 1 t/m 25) 09-04-2011 t/m 24-09-2011 Hitnotering: (Week 26 t/m 28) 15-10-2011 t/m 29-10-2011 Hitnotering: (Week 29) 09-04-2011 Hitnotering: (Week 30 t/m 35) 17-12-2011 t/m 21-01-2012 | Hitnotering: (Week 1 t/m 25) 09-04-2011 t/m 24-09-2011 Hitnotering: (Week 26 t/m 28) 15-10-2011 t/m 29-10-2011 Hitnotering: (Week 29) 09-04-2011 Hitnotering: (Week 30 t/m 35) 17-12-2011 t/m 21-01-2012 | Hitnotering: (Week 1 t/m 25) 09-04-2011 t/m 24-09-2011 Hitnotering: (Week 26 t/m 28) 15-10-2011 t/m 29-10-2011 Hitnotering: (Week 29) 09-04-2011 Hitnotering: (Week 30 t/m 35) 17-12-2011 t/m 21-01-2012 | Hitnotering: (Week 1 t/m 25) 09-04-2011 t/m 24-09-2011 Hitnotering: (Week 26 t/m 28) 15-10-2011 t/m 29-10-2011 Hitnotering: (Week 29) 09-04-2011 Hitnotering: (Week 30 t/m 35) 17-12-2011 t/m 21-01-2012 | Hitnotering: (Week 1 t/m 25) 09-04-2011 t/m 24-09-2011 Hitnotering: (Week 26 t/m 28) 15-10-2011 t/m 29-10-2011 Hitnotering: (Week 29) 09-04-2011 Hitnotering: (Week 30 t/m 35) 17-12-2011 t/m 21-01-2012 | Hitnotering: (Week 1 t/m 25) 09-04-2011 t/m 24-09-2011 Hitnotering: (Week 26 t/m 28) 15-10-2011 t/m 29-10-2011 Hitnotering: (Week 29) 09-04-2011 Hitnotering: (Week 30 t/m 35) 17-12-2011 t/m 21-01-2012 | Hitnotering: (Week 1 t/m 25) 09-04-2011 t/m 24-09-2011 Hitnotering: (Week 26 t/m 28) 15-10-2011 t/m 29-10-2011 Hitnotering: (Week 29) 09-04-2011 Hitnotering: (Week 30 t/m 35) 17-12-2011 t/m 21-01-2012 | Hitnotering: (Week 1 t/m 25) 09-04-2011 t/m 24-09-2011 Hitnotering: (Week 26 t/m 28) 15-10-2011 t/m 29-10-2011 Hitnotering: (Week 29) 09-04-2011 Hitnotering: (Week 30 t/m 35) 17-12-2011 t/m 21-01-2012 | Hitnotering: (Week 1 t/m 25) 09-04-2011 t/m 24-09-2011 Hitnotering: (Week 26 t/m 28) 15-10-2011 t/m 29-10-2011 Hitnotering: (Week 29) 09-04-2011 Hitnotering: (Week 30 t/m 35) 17-12-2011 t/m 21-01-2012 | Hitnotering: (Week 1 t/m 25) 09-04-2011 t/m 24-09-2011 Hitnotering: (Week 26 t/m 28) 15-10-2011 t/m 29-10-2011 Hitnotering: (Week 29) 09-04-2011 Hitnotering: (Week 30 t/m 35) 17-12-2011 t/m 21-01-2012 | Hitnotering: (Week 1 t/m 25) 09-04-2011 t/m 24-09-2011 Hitnotering: (Week 26 t/m 28) 15-10-2011 t/m 29-10-2011 Hitnotering: (Week 29) 09-04-2011 Hitnotering: (Week 30 t/m 35) 17-12-2011 t/m 21-01-2012 | Hitnotering: (Week 1 t/m 25) 09-04-2011 t/m 24-09-2011 Hitnotering: (Week 26 t/m 28) 15-10-2011 t/m 29-10-2011 Hitnotering: (Week 29) 09-04-2011 Hitnotering: (Week 30 t/m 35) 17-12-2011 t/m 21-01-2012 | Hitnotering: (Week 1 t/m 25) 09-04-2011 t/m 24-09-2011 Hitnotering: (Week 26 t/m 28) 15-10-2011 t/m 29-10-2011 Hitnotering: (Week 29) 09-04-2011 Hitnotering: (Week 30 t/m 35) 17-12-2011 t/m 21-01-2012 | Hitnotering: (Week 1 t/m 25) 09-04-2011 t/m 24-09-2011 Hitnotering: (Week 26 t/m 28) 15-10-2011 t/m 29-10-2011 Hitnotering: (Week 29) 09-04-2011 Hitnotering: (Week 30 t/m 35) 17-12-2011 t/m 21-01-2012 | Hitnotering: (Week 1 t/m 25) 09-04-2011 t/m 24-09-2011 Hitnotering: (Week 26 t/m 28) 15-10-2011 t/m 29-10-2011 Hitnotering: (Week 29) 09-04-2011 Hitnotering: (Week 30 t/m 35) 17-12-2011 t/m 21-01-2012 | Hitnotering: (Week 1 t/m 25) 09-04-2011 t/m 24-09-2011 Hitnotering: (Week 26 t/m 28) 15-10-2011 t/m 29-10-2011 Hitnotering: (Week 29) 09-04-2011 Hitnotering: (Week 30 t/m 35) 17-12-2011 t/m 21-01-2012 | Hitnotering: (Week 1 t/m 25) 09-04-2011 t/m 24-09-2011 Hitnotering: (Week 26 t/m 28) 15-10-2011 t/m 29-10-2011 Hitnotering: (Week 29) 09-04-2011 Hitnotering: (Week 30 t/m 35) 17-12-2011 t/m 21-01-2012 | Hitnotering: (Week 1 t/m 25) 09-04-2011 t/m 24-09-2011 Hitnotering: (Week 26 t/m 28) 15-10-2011 t/m 29-10-2011 Hitnotering: (Week 29) 09-04-2011 Hitnotering: (Week 30 t/m 35) 17-12-2011 t/m 21-01-2012 | Hitnotering: (Week 1 t/m 25) 09-04-2011 t/m 24-09-2011 Hitnotering: (Week 26 t/m 28) 15-10-2011 t/m 29-10-2011 Hitnotering: (Week 29) 09-04-2011 Hitnotering: (Week 30 t/m 35) 17-12-2011 t/m 21-01-2012 | Hitnotering: (Week 1 t/m 25) 09-04-2011 t/m 24-09-2011 Hitnotering: (Week 26 t/m 28) 15-10-2011 t/m 29-10-2011 Hitnotering: (Week 29) 09-04-2011 Hitnotering: (Week 30 t/m 35) 17-12-2011 t/m 21-01-2012 | Hitnotering: (Week 1 t/m 25) 09-04-2011 t/m 24-09-2011 Hitnotering: (Week 26 t/m 28) 15-10-2011 t/m 29-10-2011 Hitnotering: (Week 29) 09-04-2011 Hitnotering: (Week 30 t/m 35) 17-12-2011 t/m 21-01-2012 |
| Week: | 1 | 2 | 3 | 4 | 5 | 6 | 7 | 8 | 9 | 10 | 11 | 12 | 13 | 14 | 15 | 16 | 17 | 18 | 19 | 20 |
| --- | --- | --- | --- | --- | --- | --- | --- | --- | --- | --- | --- | --- | --- | --- | --- | --- | --- | --- | --- | --- |
| Positie: | 3 | 7 | 20 | 18 | 12 | 30 | 31 | 41 | 46 | 48 | 58 | 66 | 56 | 50 | 47 | 41 | 41 | 40 | 40 | 42 |
| Week: | 21 | 22 | 23 | 24 | 25 | | 26 | 27 | 28 | | 29 | | 30 | 31 | 32 | 33 | 34 | 35 | | |
| Positie: | 70 | 55 | 57 | 57 | 75 | uit | 71 | 69 | 78 | uit | 96 | uit | 95 | 80 | 84 | 86 | 88 | 92 | uit | |

### VlaamseUltratop 200Albums
| Hitnotering: (Week 1 t/m 56) 09-04-2011 t/m 28-04-2012 Hitnotering: (Week 57 t/m 74) 19-05-2012 t/m 15-09-2012 Hitnotering: (week 75 t/m 92) 29-09-2012 t/m 26-01-2013 Hitnotering: (week 93) 09-02-2013 | Hitnotering: (Week 1 t/m 56) 09-04-2011 t/m 28-04-2012 Hitnotering: (Week 57 t/m 74) 19-05-2012 t/m 15-09-2012 Hitnotering: (week 75 t/m 92) 29-09-2012 t/m 26-01-2013 Hitnotering: (week 93) 09-02-2013 | Hitnotering: (Week 1 t/m 56) 09-04-2011 t/m 28-04-2012 Hitnotering: (Week 57 t/m 74) 19-05-2012 t/m 15-09-2012 Hitnotering: (week 75 t/m 92) 29-09-2012 t/m 26-01-2013 Hitnotering: (week 93) 09-02-2013 | Hitnotering: (Week 1 t/m 56) 09-04-2011 t/m 28-04-2012 Hitnotering: (Week 57 t/m 74) 19-05-2012 t/m 15-09-2012 Hitnotering: (week 75 t/m 92) 29-09-2012 t/m 26-01-2013 Hitnotering: (week 93) 09-02-2013 | Hitnotering: (Week 1 t/m 56) 09-04-2011 t/m 28-04-2012 Hitnotering: (Week 57 t/m 74) 19-05-2012 t/m 15-09-2012 Hitnotering: (week 75 t/m 92) 29-09-2012 t/m 26-01-2013 Hitnotering: (week 93) 09-02-2013 | Hitnotering: (Week 1 t/m 56) 09-04-2011 t/m 28-04-2012 Hitnotering: (Week 57 t/m 74) 19-05-2012 t/m 15-09-2012 Hitnotering: (week 75 t/m 92) 29-09-2012 t/m 26-01-2013 Hitnotering: (week 93) 09-02-2013 | Hitnotering: (Week 1 t/m 56) 09-04-2011 t/m 28-04-2012 Hitnotering: (Week 57 t/m 74) 19-05-2012 t/m 15-09-2012 Hitnotering: (week 75 t/m 92) 29-09-2012 t/m 26-01-2013 Hitnotering: (week 93) 09-02-2013 | Hitnotering: (Week 1 t/m 56) 09-04-2011 t/m 28-04-2012 Hitnotering: (Week 57 t/m 74) 19-05-2012 t/m 15-09-2012 Hitnotering: (week 75 t/m 92) 29-09-2012 t/m 26-01-2013 Hitnotering: (week 93) 09-02-2013 | Hitnotering: (Week 1 t/m 56) 09-04-2011 t/m 28-04-2012 Hitnotering: (Week 57 t/m 74) 19-05-2012 t/m 15-09-2012 Hitnotering: (week 75 t/m 92) 29-09-2012 t/m 26-01-2013 Hitnotering: (week 93) 09-02-2013 | Hitnotering: (Week 1 t/m 56) 09-04-2011 t/m 28-04-2012 Hitnotering: (Week 57 t/m 74) 19-05-2012 t/m 15-09-2012 Hitnotering: (week 75 t/m 92) 29-09-2012 t/m 26-01-2013 Hitnotering: (week 93) 09-02-2013 | Hitnotering: (Week 1 t/m 56) 09-04-2011 t/m 28-04-2012 Hitnotering: (Week 57 t/m 74) 19-05-2012 t/m 15-09-2012 Hitnotering: (week 75 t/m 92) 29-09-2012 t/m 26-01-2013 Hitnotering: (week 93) 09-02-2013 | Hitnotering: (Week 1 t/m 56) 09-04-2011 t/m 28-04-2012 Hitnotering: (Week 57 t/m 74) 19-05-2012 t/m 15-09-2012 Hitnotering: (week 75 t/m 92) 29-09-2012 t/m 26-01-2013 Hitnotering: (week 93) 09-02-2013 | Hitnotering: (Week 1 t/m 56) 09-04-2011 t/m 28-04-2012 Hitnotering: (Week 57 t/m 74) 19-05-2012 t/m 15-09-2012 Hitnotering: (week 75 t/m 92) 29-09-2012 t/m 26-01-2013 Hitnotering: (week 93) 09-02-2013 | Hitnotering: (Week 1 t/m 56) 09-04-2011 t/m 28-04-2012 Hitnotering: (Week 57 t/m 74) 19-05-2012 t/m 15-09-2012 Hitnotering: (week 75 t/m 92) 29-09-2012 t/m 26-01-2013 Hitnotering: (week 93) 09-02-2013 | Hitnotering: (Week 1 t/m 56) 09-04-2011 t/m 28-04-2012 Hitnotering: (Week 57 t/m 74) 19-05-2012 t/m 15-09-2012 Hitnotering: (week 75 t/m 92) 29-09-2012 t/m 26-01-2013 Hitnotering: (week 93) 09-02-2013 | Hitnotering: (Week 1 t/m 56) 09-04-2011 t/m 28-04-2012 Hitnotering: (Week 57 t/m 74) 19-05-2012 t/m 15-09-2012 Hitnotering: (week 75 t/m 92) 29-09-2012 t/m 26-01-2013 Hitnotering: (week 93) 09-02-2013 | Hitnotering: (Week 1 t/m 56) 09-04-2011 t/m 28-04-2012 Hitnotering: (Week 57 t/m 74) 19-05-2012 t/m 15-09-2012 Hitnotering: (week 75 t/m 92) 29-09-2012 t/m 26-01-2013 Hitnotering: (week 93) 09-02-2013 | Hitnotering: (Week 1 t/m 56) 09-04-2011 t/m 28-04-2012 Hitnotering: (Week 57 t/m 74) 19-05-2012 t/m 15-09-2012 Hitnotering: (week 75 t/m 92) 29-09-2012 t/m 26-01-2013 Hitnotering: (week 93) 09-02-2013 | Hitnotering: (Week 1 t/m 56) 09-04-2011 t/m 28-04-2012 Hitnotering: (Week 57 t/m 74) 19-05-2012 t/m 15-09-2012 Hitnotering: (week 75 t/m 92) 29-09-2012 t/m 26-01-2013 Hitnotering: (week 93) 09-02-2013 | Hitnotering: (Week 1 t/m 56) 09-04-2011 t/m 28-04-2012 Hitnotering: (Week 57 t/m 74) 19-05-2012 t/m 15-09-2012 Hitnotering: (week 75 t/m 92) 29-09-2012 t/m 26-01-2013 Hitnotering: (week 93) 09-02-2013 | Hitnotering: (Week 1 t/m 56) 09-04-2011 t/m 28-04-2012 Hitnotering: (Week 57 t/m 74) 19-05-2012 t/m 15-09-2012 Hitnotering: (week 75 t/m 92) 29-09-2012 t/m 26-01-2013 Hitnotering: (week 93) 09-02-2013 |
| Week: | 1 | 2 | 3 | 4 | 5 | 6 | 7 | 8 | 9 | 10 | 11 | 12 | 13 | 14 | 15 | 16 | 17 | 18 | 19 | 20 |
| --- | --- | --- | --- | --- | --- | --- | --- | --- | --- | --- | --- | --- | --- | --- | --- | --- | --- | --- | --- | --- |
| Positie: | 5 | 5 | 5 | 8 | 7 | 10 | 17 | 22 | 21 | 16 | 15 | 16 | 11 | 12 | 16 | 15 | 17 | 16 | 11 | 16 |
| Week: | 21 | 22 | 23 | 24 | 25 | 26 | 27 | 28 | 29 | 30 | 31 | 32 | 33 | 34 | 35 | 36 | 37 | 38 | 39 | 40 |
| Positie: | 24 | 27 | 34 | 37 | 45 | 45 | 58 | 74 | 61 | 62 | 63 | 68 | 38 | 45 | 55 | 56 | 31 | 11 | 12 | 12 |
| Week: | 41 | 42 | 43 | 44 | 45 | 46 | 47 | 48 | 49 | 50 | 51 | 52 | 53 | 54 | 55 | 56 | | 57 | 58 | 59 |
| Positie: | 19 | 19 | 21 | 24 | 31 | 48 | 41 | 49 | 56 | 95 | 62 | 68 | 83 | 70 | 85 | 100 | uit | 106 | 108 | 155 |
| Week: | 60 | 61 | 62 | 63 | 64 | 65 | 66 | 67 | 68 | 69 | 70 | 71 | 72 | 73 | 74 | | 75 | 76 | 77 | 78 |
| Positie: | 172 | 138 | 110 | 134 | 148 | 73 | 106 | 118 | 102 | 124 | 90 | 88 | 112 | 119 | 104 | uit | 159 | 183 | 128 | 172 |
| Week: | 79 | 80 | 81 | 82 | 83 | 84 | 85 | 86 | 87 | 88 | 89 | 90 | 91 | 92 | | 93 | | | | |
| Positie: | 108 | 88 | 94 | 172 | 130 | 121 | 198 | 163 | 129 | 99 | 144 | 117 | 129 | 108 | uit | 158 | | | | |